# (4160) Sabrina-John
(4160) Sabrina-John (1989 LE) – planetoida z pasa głównego asteroid okrążająca Słońce w ciągu 3,85 lat w średniej odległości 2,45 j.a. Odkryta 3 czerwca 1989 roku.